# Championnats du monde de pentathlon moderne 2000
Navigation
Édition précédente Édition suivante
Les Championnats du monde de pentathlon moderne 2000 se sont tenus à Pesaro, en Italie.

## Podiums

### Hommes
| Épreuves    | Or                                                          | Argent                                                   | Bronze                                                       |
| ----------- | ----------------------------------------------------------- | -------------------------------------------------------- | ------------------------------------------------------------ |
| Individuel  | Lituanie Andrejus Zadneprovskis                             | Hongrie Gábor Balogh                                     | Roumanie Nicolae Papuc                                       |
| Par équipes | États-Unis Chad Senior James Gregory Velizar Iliev          | Pologne Andrzej Stefanek Igor Warabida Marcin Horbacz    | Suède Per-Olov Danielsson Michael Brandt Erik Johansson (en) |
| Relais      | États-Unis Velizar Iliev Vakht'ang Iagorashvili Chad Senior | Russie Aleksey Kubarev Rustam Sarbirkhuzin Denis Stoykov | Hongrie Ákos Kallai Gergely Kovács Ádám Madaras              |

### Femmes
| Épreuves    | Or                                              | Argent                                                   | Bronze                                                     |
| ----------- | ----------------------------------------------- | -------------------------------------------------------- | ---------------------------------------------------------- |
| Individuel  | Danemark Pernille Svarre                        | Pologne Paulina Boenisz                                  | Lettonie Jeļena Rubļevska                                  |
| Par équipes | Pologne Dorota Idzi Paulina Boenisz Anna Sulima | Royaume-Uni Kate Allenby Georgina Harland Stephanie Cook | Italie Fabiana Fares Claudia Cerutti Emanuela Gabella      |
| Relais      | Hongrie Vivien Máthé Bea Simóka Zsuzsanna Vörös | Royaume-Uni Stephanie Cook Gwen Kinsey Sian Lewis        | Biélorussie Galina Bashlakova Zhanna Shubenok Anna Vnukova |